# Angelica heterocarpa
Angelica heterocarpa là một loài thực vật có hoa trong họ Hoa tán. Loài này được M.J.Lloyd mô tả khoa học đầu tiên năm 1859.

## Hình ảnh

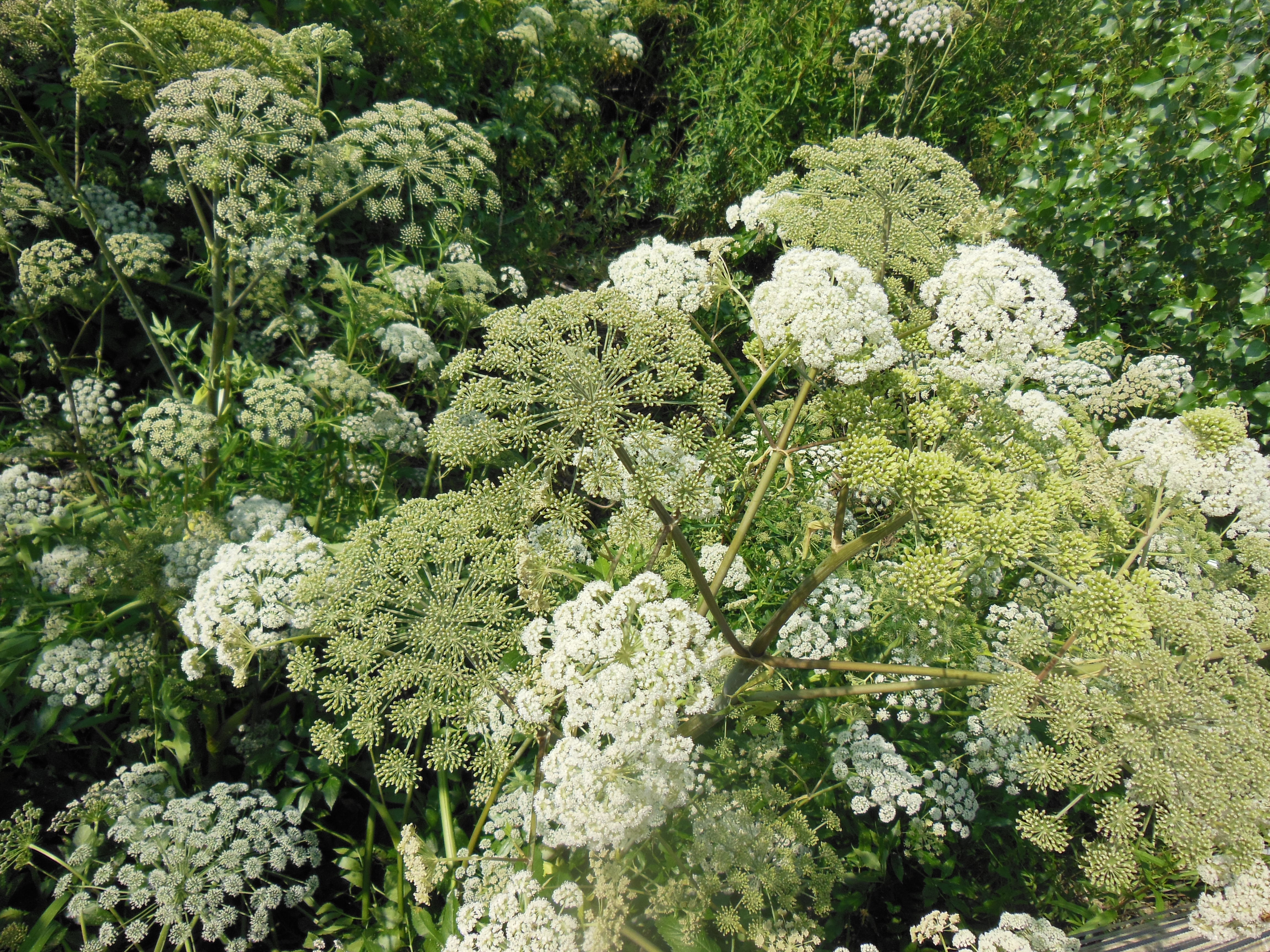
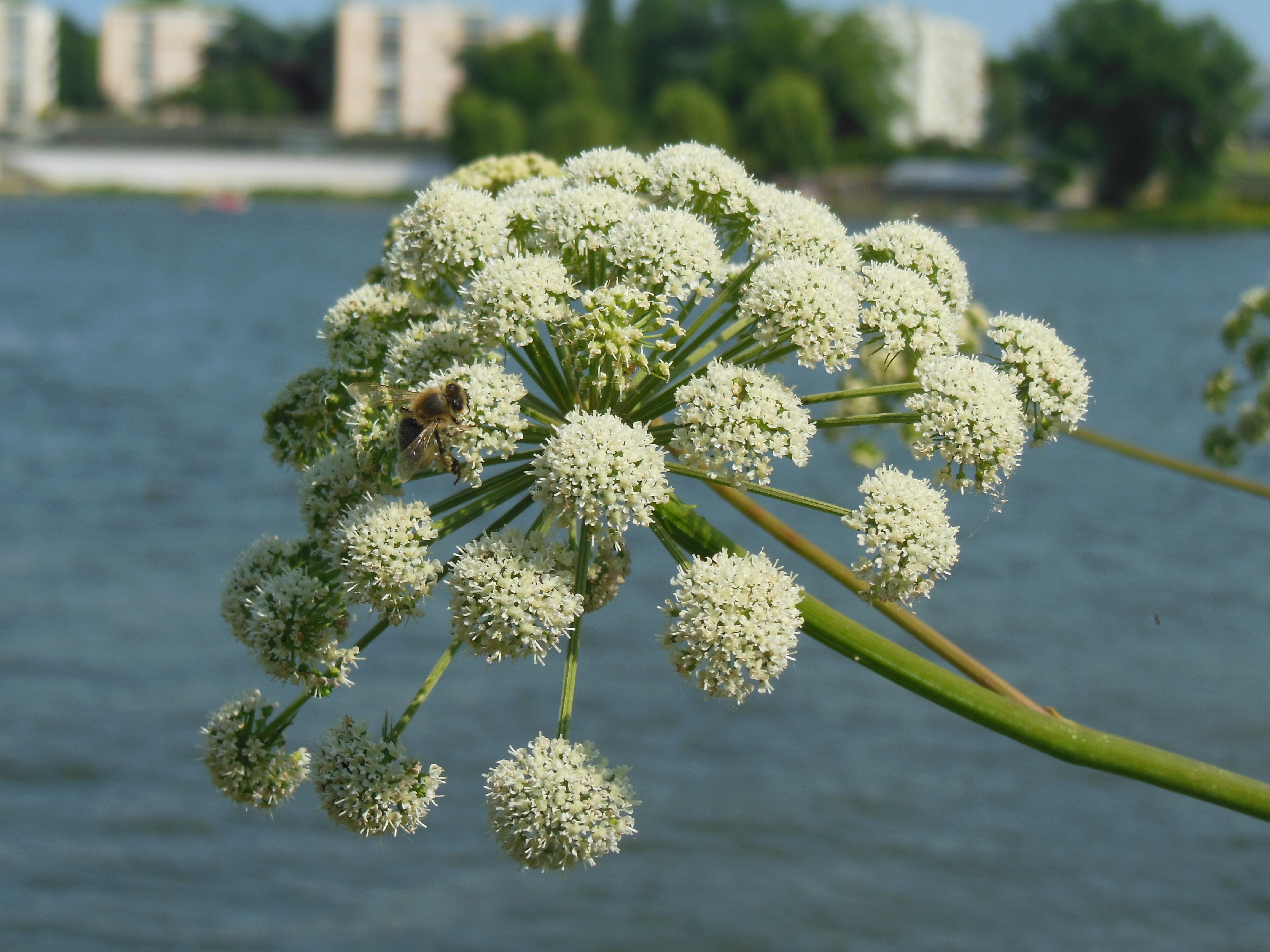
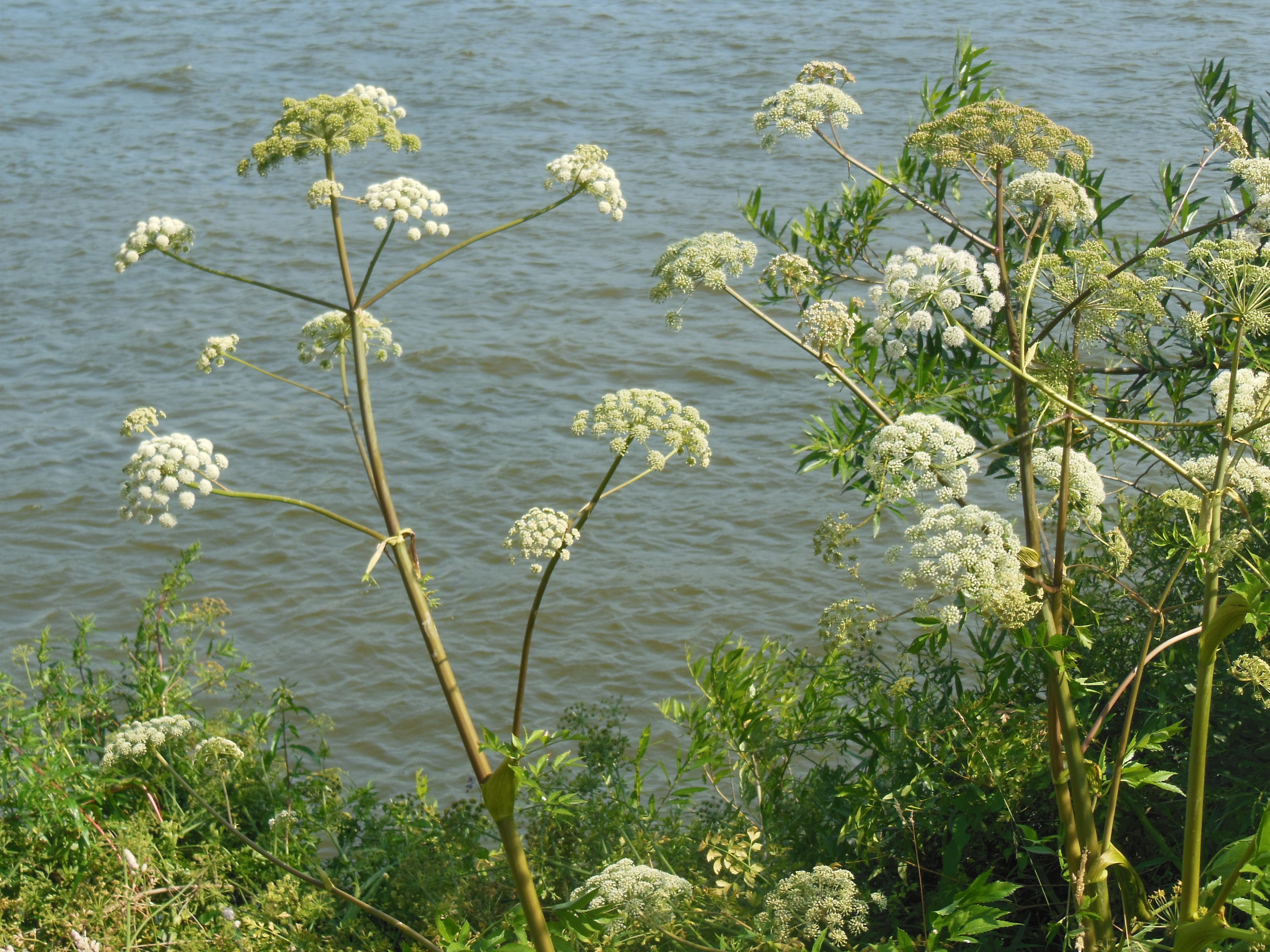
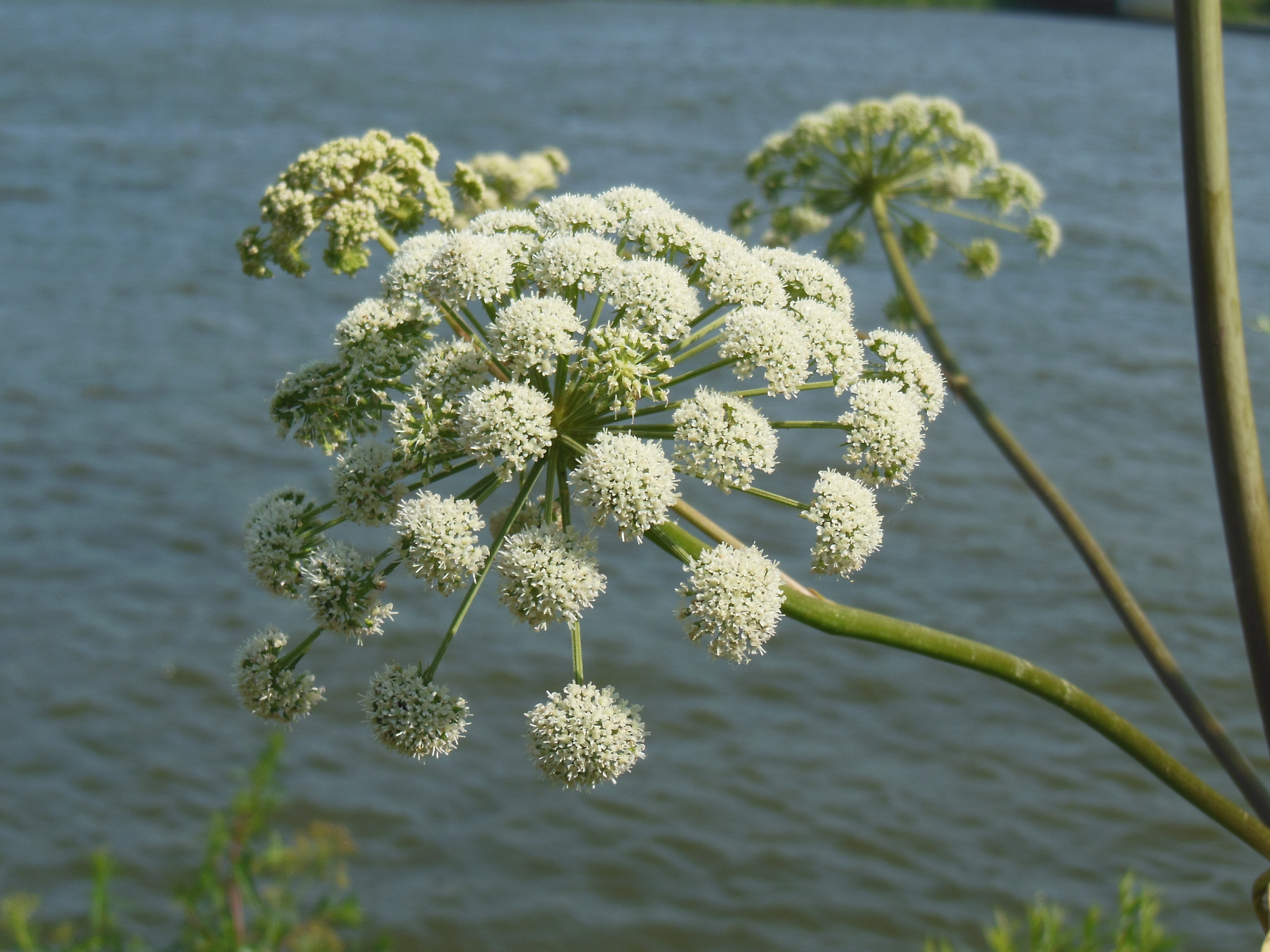